# Montreal (terytorium równoważne)
Montreal (fr. Montréal) – terytorium równoważne z regionalną gminą hrabstwa (territoire équivalent à une municipalité régionale de comté, TÉ) w regionie administracyjnym Montreal prowincji Quebec, w Kanadzie. Terytorium TÉ Montreal pokrywa się z terytorium regionu o tej samej nazwie.
Terytorium ma 1 886 481 mieszkańców. Język francuski jest językiem ojczystym dla 49,0%, angielski dla 17,4%, arabski dla 5,1%, włoski dla 4,7%, hiszpański dla 4,4%, grecki dla 1,2%, wietnamski dla 1,1%, portugalski dla 1,0% mieszkańców (2011).
W skład terytorium wchodzą:
- miasto Montreal (w którym mieszka 87,4% ludności całego TÉ)
- miasto Baie-D’Urfé
- miasto Beaconsfield
- miasto Côte-Saint-Luc
- miasto Dollard-Des Ormeaux
- miasto Dorval
- miasto Hampstead
- miasto Kirkland
- miasto L’Île-Dorval
- miasto Mont-Royal
- miasto Montréal-Est
- miasto Montréal-Ouest
- miasto Pointe-Claire
- miasto Sainte-Anne-de-Bellevue
- wieś Senneville
- miasto Westmount